# Ingrid Holzhüter
Ingrid Holzhüter geb. Krupke (* 12. November 1936 in Berlin-Kreuzberg; † 25. September 2009 in Berlin) war eine deutsche Politikerin (SPD) und Bundestagsabgeordnete.

## Leben und Wirken
Nach dem Abitur am Eckener-Gymnasium in Berlin machte Holzhüter ihr Staatsexamen als Hauswirtschaftsleiterin und arbeitete vor ihrem Einzug in den Bundestag als Spielwarenfachkauffrau im Einzelhandel. Neben der Mitgliedschaft in verschiedenen Vereinen und Organisationen, wie der Gewerkschaft HBV, Greenpeace, der Freiwilligen Feuerwehr, trat sie 1975 der SPD bei. Von 1978 bis 1987 war sie Kreisvorsitzende der Arbeitsgemeinschaft Sozialdemokratischer Frauen (ASF) und von 1988 bis 1990 Landesvorsitzende der ASF Berlin. Ab dem Jahr 1985 gehörte sie dem Berliner Abgeordnetenhaus an, verließ dieses aber 1994 und zog stattdessen in den Bundestag ein. 1994 wurde sie über die Landesliste gewählt, 1998 zog sie als gewählte Direktkandidatin im Wahlkreis Berlin-Tempelhof in den Bundestag ein, den sie wiederum im Jahr 2002 verließ.